# Мелентьєва Алла Валентинівна
Алла Валентинівна Мелентьєва (рус. Алла Мелентьева; нар. 11 листопада 1967, Донецьк, Донецька область) — письменниця, сценаристка, дослідниця, літературний критик.

## Біографія
Народилася 11 листопада 1967 року в Донецьку. Закінчила філологічний факультет Санкт-Петербурзького державного університету (спеціальність — структурна і прикладна лінгвістика). Працювала викладачкою англійської мови, інформаційним аналітиком в петербурзькому відділі інформаційного агентства Росбалт. 
Дослідницькі інтереси — теорія літератури, проблеми неофольклоризму та види сюжетного наративу, антропологія, політологія, історія світової культури. Розвиває концепцію мімезис-фольклору, засновану на засобах впровадження міфологічних матриць і фольклорних архетипів в сюжети сучасного мистецтва.
Пише російською, українською, англійською мовами. Поряд з власною творчістю також займається перекладом. Переклала російською вибрані твори Юлії Бережко-Камінської, Курта Тухольского, Гертруди Атертон.,  Вільяма Вордсворта.
Мелентьєва поділяє феміністичні погляди і підтримує ідеї гендерної рівності. Героїні її творів надзвичайно дорожать своїм індивідуалістичним світоглядом, зосереджені на питаннях самореалізації, внутрішнього розвитку, досягненні справедливості чи виживанням в умовах тяжких негод, жорстокої конкуренції, або соціального тиску.

## Творчість
Дебютний роман «Дівчата Достоєвського» вийшов у 2005 році в видавництві Лімбус пресс. 
У 2014 році Мелентьєва стала лауреаткою премії Марка Алданова (2 місце) від «Нового журналу».
В 2016 році в видавництві «КСД» (Харків) був виданий роман Мелентьєвої «Сім'я Рін».
2017 — фіналістка конкурсу «Новела по-українськи»
В 2019 році стала лауреаткою Міжнародного літературного конкурсу «Коронація слова» (1-е місце в номінації «Кіносценарії» за сценарій повнометражного фільму «Кияни»). Сюжет, що охоплює період з передвоєнного 1940-го року до середини 50-х років XX сторіччя, заснований на окремих фактах з життя київських родичів письменниці та обертається навколо простої київської родини, яка пережила німецьку окупацію Києва та сталінські репресії.
2021 – спецвідзнака «Симпатія Одеської кіностудії» за кіносценарій «Замок семи печаток» («Гранд Коронація слова – 2021») 
Публікувалася у виданнях «Новый берег», «Дружба народов», «Нева», «Урал», «Лиterraтура», «Студия/Studio», «Процесс», «Кольцо „А“» [Архівовано 27 жовтня 2020 у Wayback Machine.], «Моноклер» [Архівовано 26 жовтня 2020 у Wayback Machine.], «Иностранная литература», «Семь искусств», «Новые известия», «Спільне», Gazeta.ua, «Дніпро», The London Magazine.

## Деякі твори і статті
- Национальный раритет [Архівовано 8 жовтня 2019 у Wayback Machine.] Новый Берег 2018, 61
- Покушение на миф [Архівовано 26 травня 2019 у Wayback Machine.] «Спільне» 15 червня 2018
- Just for five minutes [Архівовано 10 липня 2019 у Wayback Machine.] The London Magazine 5 вересня 2018
- Набоков сквозь призму вечных российских опасений [Архівовано 6 серпня 2019 у Wayback Machine.] Лиterraтура 27 березня 2019
- Литература коротких форматов. Бизнес «толстых журналов» США [Архівовано 8 жовтня 2019 у Wayback Machine.] Дружба народов — 2019, № 4
- Моя дача в степи [Архівовано 8 жовтня 2019 у Wayback Machine.] Нева — 2019, № 9
- Бегущие в Берлине «Новые известия», 21 лютого 2020
- Восточная альтернатива «Урал» – 2020, № 10
- Истории пространств «Семь искусств», №6(133), 2021
- Невдалий день, що закінчився добре «Дніпро», вересень 2021